# Động Batu
Động Batu là một địa điểm du lịch nổi tiếng của Malaysia, cách thủ đô Kuala Lumpur khoảng 13 km về phía bắc. Nơi đây thu hút hàng triệu lượt du khách đến tham quan hàng năm, để lên thăm động chính, nơi có đền thờ Ấn Độ giáo ở độ cao 100 m, du khách phải vượt qua 272 bậc thang.

## Lịch sử hình thành
Động Batu là một động đá vôi được thương nhân người Ấn tên là Thambusami tìm ra vào thế kỷ XIX, trong một thời gian dài động đã bị lãng quên sâu trong những cánh rừng già. Mãi đến thế kỷ XX, trong khi tìm kiếm nơi để làm đền thờ các vị thần, những công nhân Ấn Độ ở Malaysia mới phát hiện ra Batu, sự phát hiện này được người dân xem như là tín hiệu các vị thần đã chọn nơi này làm nơi ngự trị.Ngay sau đó người Ấn đã xây dựng Batu thành trung tâm tôn giáo của đạo Hindu.

## Cấu trúc
Bên ngoài cửa động là thần Subramaniam (Chúa tể Murugan), đây là vị thần quyền lực nhất của Đạo Hindu, tượng cao 42.7m, được sơn nhũ vàng, đứng uy nghiêm ngay trước giữa trung tâm cửa động. Nếu so với nhiều hang động khác Batu kém hẳn về cảnh quan thiên nhiên và quy mô, nhưng điều đặc biệt thu hút du khách là khi đến đây, họ sẽ được chiêm ngưỡng một kho tàng kiến trúc đồ sộ do những bàn tay của các nghệ nhân điêu khắc người Ấn, các bức tượng với nhiều kích thước khác nhau tượng đặt khắp hang động, miêu tả các huyền thoại, các sự tích trong Ấn Độ giáo.
Hệ thống động Batu gồm 3 hang động lớn, nhiều hang nhỏ nằm rải rác trên các rẻo núi đá vôi, lòng hang rộng rãi thoáng đãi có thể chứa hàng ngàn du khách, tại đây có các gian riêng biệt, trang trí đơn giản nhưng vẫn trang trọng, để tiếp các khách hành hương và thực hiện cuộc hành lễ theo yêu cầu của họ.
Hàng năm vào tháng 2 hàng ngàn người Ấn hành hương về đây làm lễ và cầu xin những điều may mắn đến với họ. Một năm sau khi quay lại họ đem theo những bình sữa tươi dâng lên như một cách trả lễ tạ ơn cho thần. Đôi khi họ còn mang theo những sản vật địa phương như hoa quả, các loại hoặc các bó mía dài nguyên lá. Họ đi chậm và vừa đi vừa cầu nguyện một cách thành kính.